# イタリア国鉄E.428電気機関車

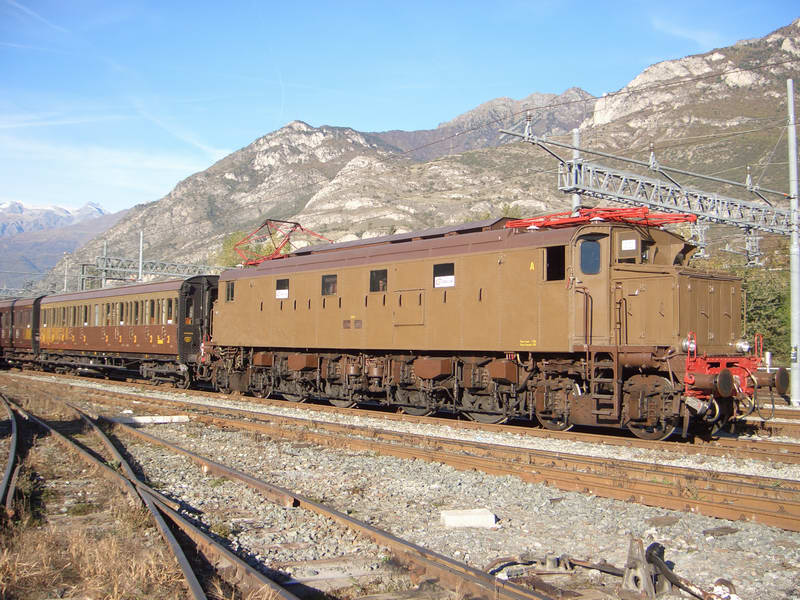
機体前部にボンネットを持つ第1シリーズ、動態保存されているE.428.058号機、ブッソレーノ駅、2006年

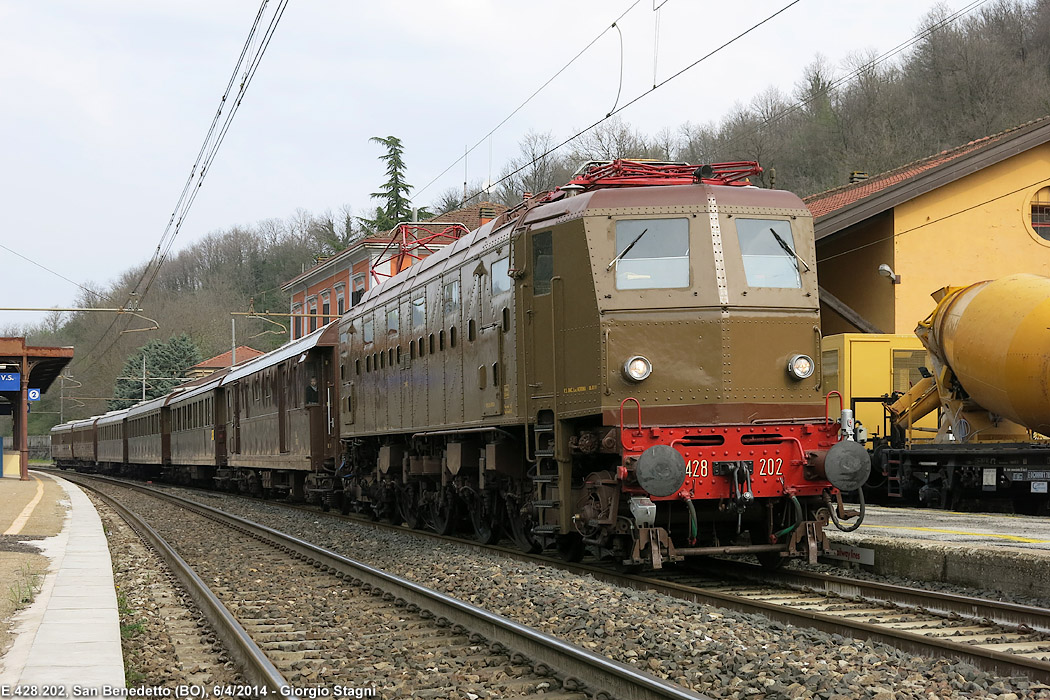
半流線形となった第2シリーズ、動態保存されているE.428.202号機、サン・ベネデット駅、2014年

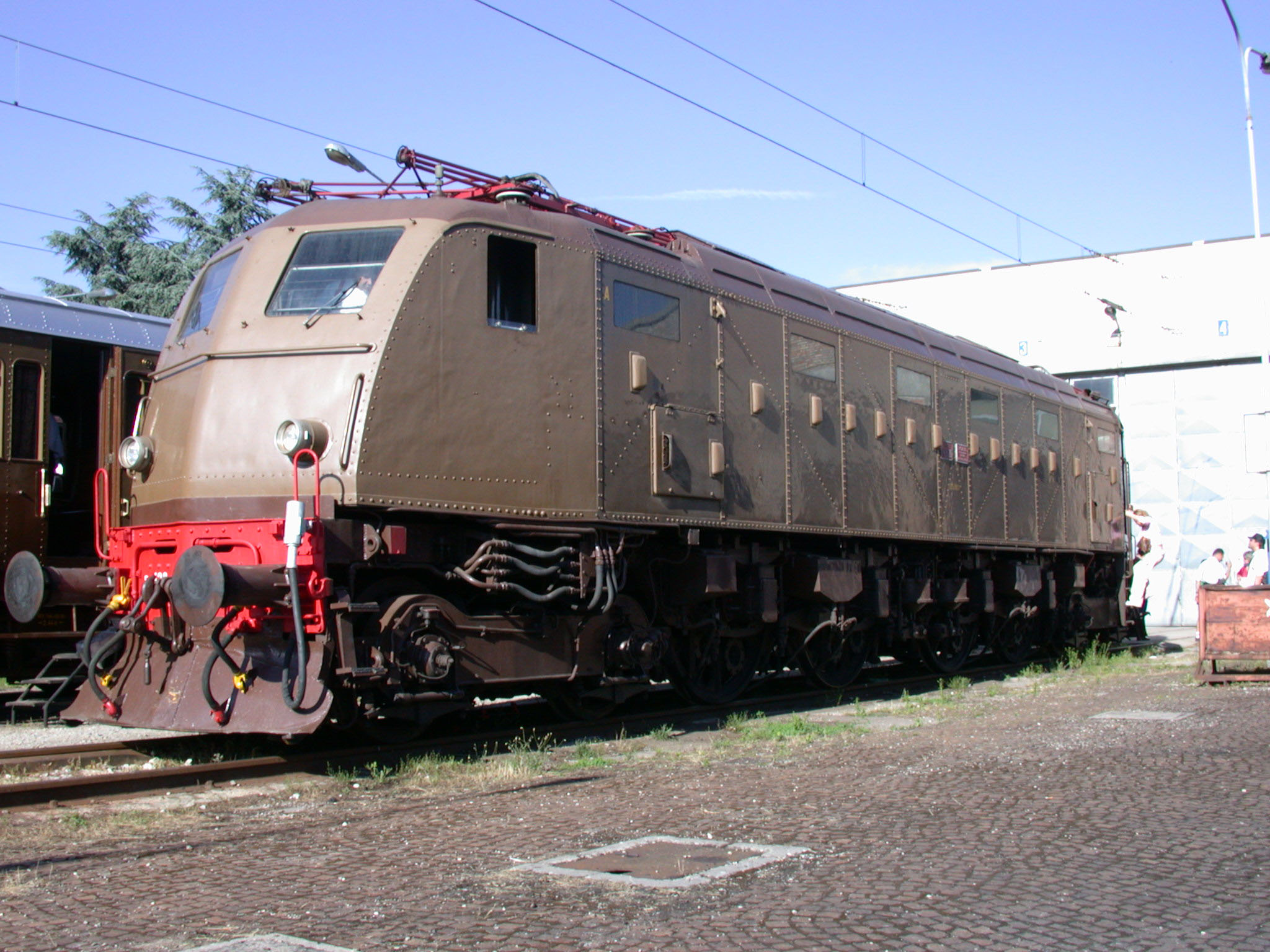
第2シリーズより曲線的デザインとなった第3シリーズのE.428.226号機、リミニ駅、2004年

イタリア国鉄E.428電気機関車（いたりあこくてつE.428でんききかんしゃ）はイタリアのイタリア国鉄（Ferrovie dello Stato Italiane（FS））で使用されていた本線用電気機関車である。1930年代から1990年代まで運用された。

## 概要
1890年代以降欧州で広まった鉄道の電化において、イタリア王国では北部を中心に三相交流による電化がすすめられており、三相AC3000V 15 Hz（1902年 - 1930年）や三相AC3600V 16 2/3Hz（1912年 - 1976年）が使用されて1930年代半ばまでに約2000kmが三相交流で電化されていた。しかしながら2本の架線を配置する三相交流電化は駅構内等において配線が複雑になるため、1921年には新しい電化方式として、高圧/商用周波数三相交流の10kV 45Hzと並行してアメリカなどで事例のあった直流3000Vでの電化が試用されている。その後、1926年-28年に最初に直流3000Vで電化されたナポリ-フォッジャ線用として1926年にE.625（後にE.626に編入）が発注されて複数の電機品および機械品メーカーによる試作機5種14機が製造され、1927年から試験運行が、1928年から定期運行が開始されている。
この結果を受け、以後は直流3000Vによる電化が進められ、対応する貨物/都市ローカル列車用、高速旅客列車用、重量旅客/高速貨物列車用、軽量旅客列車用の各電気機関車が用意されることとなった。これら一連の電気機関車はE.625/E.626に引続き、近代イタリア鉄道の祖とされる技術者のジュゼッペ・ビアンキにより開発が進められ、それぞれ目的に合致した性能を確保する一方で、メンテナンスの容易化及び費用低減を図るため、設計および部品の共通化が進められることとなった。この開発は2次に渡って実施され、実際の製造に至らなかった1928-29年の第1次設計では、以下のような機種が計画されていた。
- 貨物/都市ローカル列車用：設定なし（E.625およびE.626をそのまま使用）
- 高速旅客列車用：車軸配置2'Co2'
- 重量旅客/高速貨物列用：車軸配置2'Do2'
- 軽量旅客列車用：車軸配置Bo'Bo'

その後さらに具体化された第2次設計が行われ、これにより本項で記述するE.428を含む以下の機種が計画、生産されている。
- 貨物/都市ローカル列車用：E.626量産車（車軸配置Bo'BoBo'、1931年）
- 高速旅客列車用：E.326（車軸配置2'Co2'、1930年）
- 重量旅客/高速貨物列車用：E.428（車軸配置(2'Bo)(Bo2')、1934年）
- 軽量旅客列車用：E.424（車軸配置Bo'Bo'、計画のみ）

E.428はこの計画により1934年から1943年にかけて計242機が生産された重量旅客/高速貨物列車用の大型機であり、形式名の4は動軸数、2は台車数、8は主電動機数を表している。本形式は、1930年に製造されていたE.326の実績も反映して1932-33年に設計され、主電動機の回転数を当時の直流直巻整流子電動機の整流が安定する最大回転数であった1350rpmに抑えながら設計要求最高速度の150km/hを確保するための大径の動輪を有しつつ固定軸距の短縮を図るため、第1次設計では2'Do2'とされていた車軸配置を(2'Bo)(Bo2')としていることが特徴となっており、また、主電動機にE.326と同一で、E.626とも一部部品が共通のものを採用し、電機品や補機類も共通のものを多く搭載していることももう一つの特徴となっている。駆動装置についてもE.326と同じウエスティングハウス式クイル駆動を採用している。この方式は、レッチュベルクルートでアルプスを越えるベルン-レッチュベルク-シンプロン鉄道が27パーミルで550tを50km/hで牽引できる当時世界最強の電気機関車として1926-31年に導入したBe6/8形201-204号機など、当時の欧州でも各国において実績のあった方式であった。
本形式は1934年に運行を開始しているが、いくつかの要改善事項はあったものの良好な運用実績であったため、当初予定されていた重量旅客/高速貨物列車用の運用に加え、軌道への横圧の大きさや、牽引力不足と空転の多発により想定通りの性能を発揮できなかったE.326に代わって高速旅客列車の牽引にも使用されることとなり、その後数次にわたり増備されている。まず、E.626やE.326と類似デザインのボンネット付車体を持つ1次製造分と、これとほぼ同型の車体を持ち、主制御装置やブレーキおよび台車の改良を行った2次製造分を合わせて第1シリーズとされている。次に、3次製造分として、高速走行時の空気抵抗の低減と、運転室の拡大や前方視界の確保などの環境整備を図るために車体前頭部を半流線形とした車体を持ち、電機品の改良も行われた機体が増備されており、これが第2シリーズ、さらに空力特性を向上させた流線形の車体を持ち、軸重移動装置を装備する4次製造分が第3シリーズとされており、このうちAnsaidoが製造した最終の18機については最高速度を150km/hとするため歯車比の変更がなされている。なお、4次製造分は80機が発注されているが、第二次世界大戦の影響により、39機のみの製造にとどまっている。
各機体の製造次数と形式機番と製造年、製造は以下の通りBreda、Ansaldo、Reggiane、FIAT、TIBBが担当している。また、3000V電化当初のE.625試作機はアメリカ、スイス、イギリスのメーカー製の電機品を搭載していたが、本形式は機械部分、電機部分ともにイタリア製となっており、ReggianeとFIATが製造した機体の電機品はErcole Marelliが供給している。
| シリーズ    | 製造次数 | 機番          | 製造数 | 発注年         | 製造年    | 製造所(製造機番)                                                                                    |
| ----------- | -------- | ------------- | ------ | -------------- | --------- | --------------------------------------------------------------------------------------------------- |
| 第1シリーズ | 1次      | E.428.001-096 | 96機   |                | 1934-37年 | Breda(001-008、021-034、045-069)/Ansaldo(009-020、035-044、070-083)/Reggiane(084-090)/FIAT(091-096) |
| 第1シリーズ | 2次      | E.428.097-122 | 26機   | 1937年1月29日  | 1938年    | Ansaldo(097-109、113-122)/Reggiane(110-112)                                                         |
| 第2シリーズ | 3次      | E.428.123-203 | 101機  | 1937年12月14日 | 1939-40年 | Breda(123-155)/Reggiane(156-168)/TIBB(169-185)/Ansaldo(186-203)                                     |
| 第3シリーズ | 4次      | E.428.204-242 | 39機   | 1939年4月5日   | 1940-43年 | TIBB(204-224)/Ansaldo(225-242)                                                                      |

本形式は1958年にE.646が使用されるようになるまではイタリア国鉄で最も出力の高い電気機関車であり、様々な列車を牽引し、1956年のイタリア映画「鉄道員」でも使用されるなどイタリアを代表する電気機関車となっていた。その間、高速運転への対応、軸重の不足や制御装置制御段数の不足によるトルク変動の大きさに起因する空転の抑制、各部摩耗の防止を目的として適宜改造を重ねている。

## 仕様

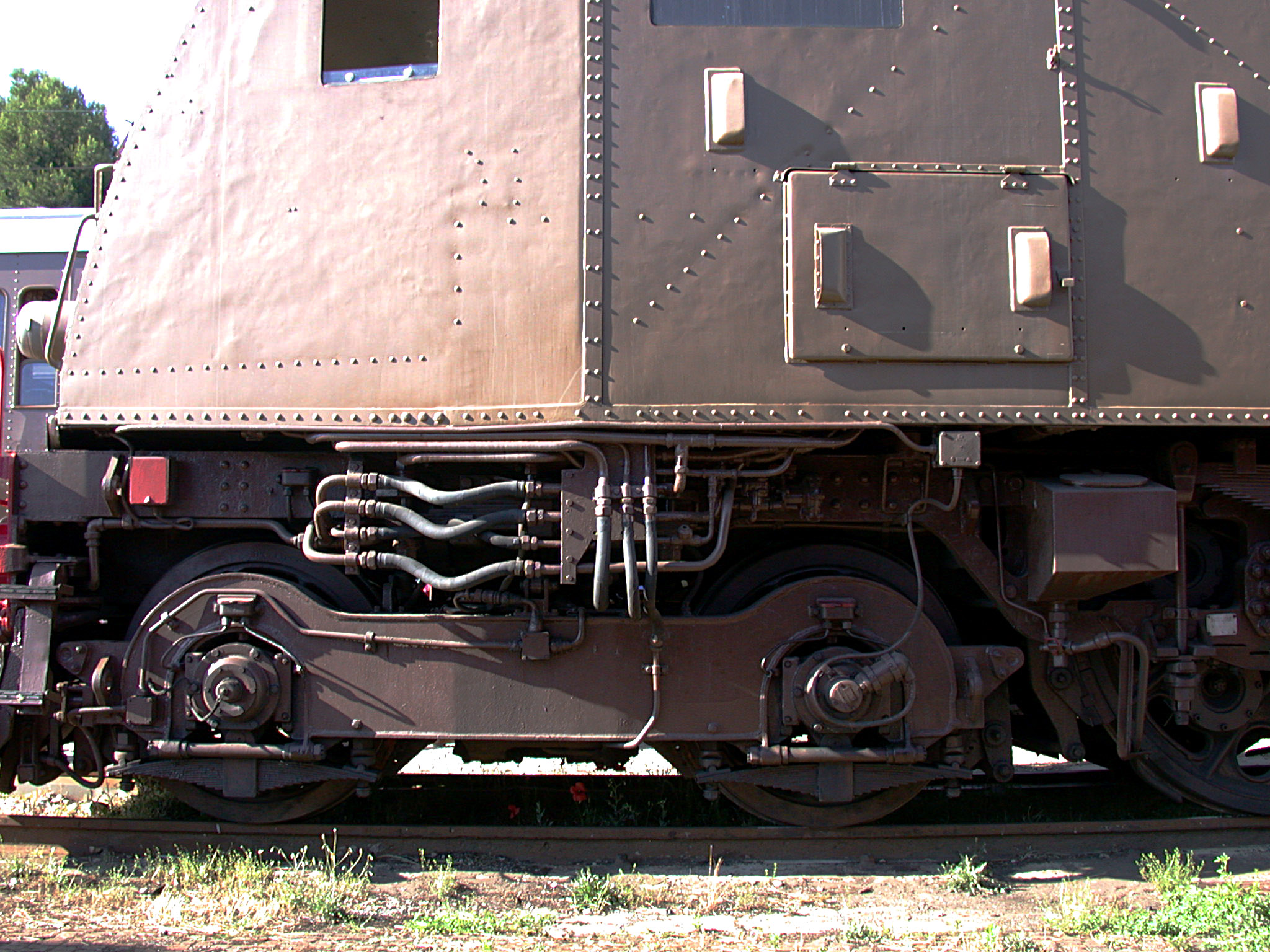
流線形の第3シリーズの機体であるE.428.226号機の先頭部、先台車は更新された溶接構造のAp1110、動輪スポーク部に見える駆動装置は改良された防振ゴムを用いたもの

### 車体
- 第1シリーズの車体はE.626やE,326をはじめとする当時のイタリア製電気機関車と同系統のデザインの前後端にボンネットを持ち、全体に角ばった形状で各所に型帯が入ったものとなっている。両先頭部には短いボンネットと、その左右に乗降デッキが配置されており、この部分は台車枠上部に搭載されているが、ボンネット後端部は連結幌によって車体前部と接続されている。車体端部の運転室部分は切妻式で、左側の運転台部分と中央部に小型の前面窓が、右側には乗務員室扉が配置されて、この部分のみ後方への折妻となっているほか、窓および扉上部にはそれぞれ小さな庇が設けられている。
- 正面は台車端部のボンネット前部左右に丸型の前照灯が設置されている。連結器は台車取付のねじ式連結器で緩衝器が左右、フック・リングが中央にあるタイプで、フック・リングの左右には形式および機番が記載されており、一部の機体はその下部には大型の排障器を設置していた。また、ボンネット内部には、前部のものには蓄電池と充電装置、主電動機のシャント抵抗が、後部のものには電動空気圧縮機が搭載されている。
- 側面は運転室部分に側面窓が、機械室部分に小型の採光窓が4箇所と採光窓下に冷却気取入口が設けられ、屋根上には両端に大形のパンタグラフが、その間には大型のモニター屋根となっている。側面の冷却気取入口は、1次製造分のうち、E.428.001-044号機およびE.428.070-096号機は車体裾部に縦長のものが6箇所1組のものが4組配置され、1次製造分のうちBreda製のE.428.045-069号機および2次製造分の機体には採光窓下部に縦長のものが12箇所配置されている。
- 運転室内の左側端部が運転台となっており、ハンドル式のマスターコントローラーやブレーキハンドル、計器及びスイッチ類が設置された、この時代では標準の立って運転する形態であり、反運転台側の車体端部に乗務員室扉が設置され、運転室横の窓は引違窓となっている。
- 第2シリーズの車体は、運転室の拡大と前面視界確保、空気抵抗の低減を図るため半流線形のものに変更されている。デザインはアルフレド・ダルベラ[10]によるもので、ボンネットを廃して車体を機関車端部まで延長し、車体両端に運転室を設けている。運転室側面は車体端に向かって左右に絞り込まれており、正面は二面折妻で、さらに上半部には上下方向に後退角がついており、曲線で屋根につながっている。前面窓はほぼ正方形の大型二枚窓で、正面下部左右には丸型の前照灯が設置されている。運転室内は左側正面窓部に運転台が設けられており、基本的な運転機器は第1シリーズのものと同じである。
- 第3シリーズの車体は第2シリーズのものをベースに、前面の上下方向へ後退する部分を直線から曲線のデザインに変更した流線形となり、正面窓も車体形状に合わせた台形状のものとなっている。なお、流線形化に際しては風洞試験も実施され、Cd値は0.55から0.47に改善されているが、設計の意図としては、120km/h程度の速度でないと効果の表れない空気抵抗の低減よりは、むしろ機関車の見栄えの向上を狙ったものとなっている。運転室内は第2シリーズと同様であるが、計器類が正面右側の機器箱から正面に設けられた計器盤への配置となるなど、計器類及びスイッチ類の配置が改善されている。
- 塗装は当初のE.428.001-020号機の20機は車体をストーングレー[11]と呼ばれる若干茶色味を帯びたグレーとし、屋根および台枠、床下機器、側面窓枠を茶褐色、台枠端梁および集電装置を赤としたものとなっていた。その後1936年以降、車体色がストーングレーからイザベラと呼ばれる赤茶色に順次変更されており、E,428.021号機以降はこの塗装で製造されているほか、側面窓枠は1960年代以降茶褐色からイザベラに変更されている。

### 走行機器
- 制御方式は抵抗制御で、2台1組となった8台の主抵抗器を直列11段・並列・並列接続および弱界磁制御するものとなっている。弱界磁制御は、1次製造分では1段であった弱め界磁段が、2次製造分以降では2段となっているほか、第2シリーズ以降は主回路保護装置がCGE製もしくはBBC[12]製の新しいものに変更となっている。
- 主電動機はE.326に搭載されているものと同一で定格出力350kWの42-200FS直流直巻整流子電動機を各動軸に2台ずつの計8台搭載し、機関車全体として連続定格2350kW、1時間定格出力2600kWの性能を発揮する。冷却はファンによる強制通風式である。
- 動台車は80mm厚の鋼板を切り抜いた側梁を、主電動機支持架台を兼ねた鋳鋼製の中梁および端梁で接続した棒台枠の台車である。台車の車体中央側には軸距2350mmで車輪径1880mmの動軸2軸を、車端側に軸距2200mm、車輪径1110mm軸先台車を設置しており、この台車を2基装備して車軸配置を(2'Bo)(Bo2')として、E.326で問題となった固定軸距の短縮を図り、最少通過曲線半径を100mとする一方で、前後台車間をダンパーで接続して蛇行動や振動の防止を図っており、1次製造分では摩擦ダンパー、2次製造分以降はオイルダンパーとなっている。台車枠端梁の車端側には連結器を設置し、車体中央側では2基の台車を球面継手で連結しており、牽引力は台車のみで伝達して車体には牽引力をかけない方式としている。
- 動軸の軸箱支持方式は摺板案内式、軸ばね、枕ばねは重ね板ばねで、台車前後の軸ばねはイコライザで接続され、車体荷重は心皿と重ね板ばね式の側受で支持する方式である。また、車軸の軸受はメタルを使用したすべり軸受式で、各動輪に砂箱と砂撒き装置が設置されていた。また、動軸からクランクとロッドで駆動される補助空気圧縮機が設置されていたほか、第3シリーズの機体では、運転台からのスイッチ操作により動作する空気シリンダによって先台車の軸重を一時的に動軸に転嫁して空転を防止する軸重移動装置を装備していた。
- 主電動機は2台1組で台車枠に装荷されてクイル式の一種であるウエスティングハウス式クイル駆動で動輪に伝達される方式となっている。この方式は主電動機から1段減速で動輪と同軸に設置された中空軸に動力を伝達し、この中空軸の両端に設けられた腕（スパイダ）から継手で結合された動輪のスポークを駆動する方式である。本機の駆動装置はE.326試作機に使用されていたものをベースに、走行時の騒音低減のために継手をウエスティングハウスオリジナルのコイルばねを用いたものから、E.326量産機と同じ板ばねを用いたものとなっている。減速比は1次車では3.55であったが、2次車からは速度性能と牽引力のバランスの修正や、高速運転時の駆動装置および主電動機の負荷軽減のため減速比を3.26に変更しており、さらに4次車のうちE.428 225-242号機の18機は最高速度を150km/hとするために2.88に変更されている。なお、車体側面ナンバープレート及び製造銘板の上部もしくは下部に減速比が記載されている。
- 先台車はE.326と同一のAp1100と呼ばれる板台枠方式のもので、軸箱支持方式は軸箱守式、軸ばねは重ね板ばねである。
- ブレーキ装置は主制御装置による発電ブレーキ、空気ブレーキ、手ブレーキが装備されているが、空気ブレーキについては1次車ではブレーキ力が不足していたため、第2次車ではブレーキ率が72％から81％に引き上げられている。
- そのほか、パンタグラフはE.626にも搭載された大型の菱枠式で空気上昇式の32 FSを2台搭載、補機類は主電動機送風機、電動空気圧縮機2台などを搭載している。

### 改造
- 第1シリーズの機体の電動空気圧縮機が搭載されている後位側のボンネットに冷却機導入口が設置されているほか、1937年から、乗務員室扉横のボンネット上部に乗務員のパンタグラフへの接触による感電防止のためのフェンスが設けられている。
- 1次製造分の機体は、1938年から台車の摩擦ダンパがオイルダンパに変更されている。摩擦ダンパの機体は最高速度が105km/h、オイルダンパに改造された機体は最高速度が120km/hとされ、識別のため機体前面端梁の機番の横に白の星印が摩擦ダンパの機体には1個、オイルダンパの機体には2個表示されていた。1940年には全機がオイルダンパ化改造が終了したため、識別用の星印も消されている。
- 1960年代には第2シリーズの一部の機体と、第3シリーズ全機に対し、100km/h以上での走行時における信頼性の向上を図るために以下のような改造がなされている。
  - 先輪のフランジや軸受の摩耗防止のため、先台車をAp1100から新しいAp1110に換装。この台車は溶接組立構造の台車枠で軸受にローラーベアリングを用いており、1950年代にE.428 103号機で試験を行っていたものである。
  - 駆動装置の継手を板ばねを用いたものから、1955年からE.428.220号機で試験を行っていた防震ゴムを用いたものへ変更。
- 動輪からクランクで駆動していた補助空気圧縮機は1960年代半ばまでに撤去されている。
- 第3シリーズから装備されていた軸重移動装置は、1947年以降に第1、第2シリーズの機体にも追設されている。
- 第4シリーズの減速比2.88の18機については、列車編成両数の増に伴う重量増に対応するため、1966年以降に減速比3.55に変更されている。
- 1985年には第3シリーズのE.428.174号機と第4シリーズのE.428.226号機がシャトルトレインの牽引用として以下の内容で改造され、MDVC[13]と呼ばれる両開2扉の中距離用客車や Tipo 1979と呼ばれる2階建て客車などの、制御客車を含む客車列車を牽引できるようにしたものである。
  - 客車の扉制御や放送装置等の信号線用に78芯の電気連結器が設置されている。なお、制御客車からの遠隔制御も計画されたが実現せず、制御客車から運転する際には音声により制御客車の運転士から機関車の機関士に連絡をする方法で運転されていた。
  - 客車の空気式自動扉の動作用に2基搭載されている電動空気圧縮機のうち1基を新しいものに交換している。
  - E.428.226号機の運転室側面窓が三角形のものから通常の長方形のものに変更されるとともに、車体塗装がMDVCのものとあわせた、茶色がかったグレーをベースにオレンジ色と濃紫色の帯の入ったものに変更されている。

### 主要諸元
| シリーズ                              | シリーズ                              | 第1シリーズ                                                             | 第1シリーズ                                                             | 第2シリーズ                                                             | 第3シリーズ                                                             | 第3シリーズ                                                             |
| 製造次数                              | 製造次数                              | 1次                                                                     | 2次                                                                     | 3次                                                                     | 4次                                                                     | 4次                                                                     |
| ------------------------------------- | ------------------------------------- | ----------------------------------------------------------------------- | ----------------------------------------------------------------------- | ----------------------------------------------------------------------- | ----------------------------------------------------------------------- | ----------------------------------------------------------------------- |
| 機番                                  | 機番                                  | 001-096                                                                 | 097-122                                                                 | 123 - 203                                                               | 204-224                                                                 | 225-242                                                                 |
| 軌間                                  | 軌間                                  | 1435mm                                                                  | 1435mm                                                                  | 1435mm                                                                  | 1435mm                                                                  | 1435mm                                                                  |
| 電化方式                              | 電化方式                              | DC3000V                                                                 | DC3000V                                                                 | DC3000V                                                                 | DC3000V                                                                 | DC3000V                                                                 |
| 車軸配置                              | 車軸配置                              | (2'Bo)(Bo2')                                                            | (2'Bo)(Bo2')                                                            | (2'Bo)(Bo2')                                                            | (2'Bo)(Bo2')                                                            | (2'Bo)(Bo2')                                                            |
| 全長                                  | 全長                                  | 19000mm                                                                 | 19000mm                                                                 | 19000mm                                                                 | 19000mm                                                                 | 19000mm                                                                 |
| 屋根高                                | 屋根高                                | 3800mm                                                                  | 3800mm                                                                  | 3800mm                                                                  | 3800mm                                                                  | 3800mm                                                                  |
| 軸距                                  | 軸距                                  | 2200+1900+2350+3000+2350+1900+2200=15900mm                              | 2200+1900+2350+3000+2350+1900+2200=15900mm                              | 2200+1900+2350+3000+2350+1900+2200=15900mm                              | 2200+1900+2350+3000+2350+1900+2200=15900mm                              | 2200+1900+2350+3000+2350+1900+2200=15900mm                              |
| 動輪径                                | 動輪径                                | 1880mm                                                                  | 1880mm                                                                  | 1880mm                                                                  | 1880mm                                                                  | 1880mm                                                                  |
| 先輪径                                | 先輪径                                | 1110mm                                                                  | 1110mm                                                                  | 1110mm                                                                  | 1110mm                                                                  | 1110mm                                                                  |
| 自重                                  | 自重                                  | 131t                                                                    | 135t                                                                    | 135t                                                                    | 135t                                                                    | 135t                                                                    |
| 粘着重量                              | 粘着重量                              | 76t                                                                     | 78t                                                                     | 78t                                                                     | 78t                                                                     | 78t                                                                     |
| 軸重                                  | 軸重                                  | 19.0t                                                                   | 19.5t                                                                   | 19.5t                                                                   | 19.5t                                                                   | 19.5t                                                                   |
| 走行装置                              | 主制御装置                            | 抵抗制御（直並列制御、弱界磁制御併用）                                  | 抵抗制御（直並列制御、弱界磁制御併用）                                  | 抵抗制御（直並列制御、弱界磁制御併用）                                  | 抵抗制御（直並列制御、弱界磁制御併用）                                  | 抵抗制御（直並列制御、弱界磁制御併用）                                  |
| 走行装置                              | 主電動機                              | 42-200 FS 直流直巻整流子電動機×2台×4組 定格出力350kW（端子電圧1500V）   | 42-200 FS 直流直巻整流子電動機×2台×4組 定格出力350kW（端子電圧1500V）   | 42-200 FS 直流直巻整流子電動機×2台×4組 定格出力350kW（端子電圧1500V）   | 42-200 FS 直流直巻整流子電動機×2台×4組 定格出力350kW（端子電圧1500V）   | 42-200 FS 直流直巻整流子電動機×2台×4組 定格出力350kW（端子電圧1500V）   |
| 走行装置                              | 駆動装置                              | ウエスチングハウス式クイル式駆動装置                                    | ウエスチングハウス式クイル式駆動装置                                    | ウエスチングハウス式クイル式駆動装置                                    | ウエスチングハウス式クイル式駆動装置                                    | ウエスチングハウス式クイル式駆動装置                                    |
| 走行装置                              | 減速比 ()内は改造後                   | 29:103=3.55                                                             | 31:101=3.26                                                             | 31:101=3.26                                                             | 31:101=3.26                                                             | 34:98=2.88 (29:103=3.55)                                                |
| 1時間定格 ()内は改造後                | 出力                                  | 2600kW                                                                  | 2600kW                                                                  | 2600kW                                                                  | 2600kW                                                                  | 2600kW                                                                  |
| 1時間定格 ()内は改造後                | 牽引力                                | 137.4kN                                                                 | 125.6kN                                                                 | 125.6kN                                                                 | 125.6kN                                                                 | 115.8kN (137.4kN)                                                       |
| 1時間定格 ()内は改造後                | 速度                                  | 70km/h                                                                  | 76km/h                                                                  | 76km/h                                                                  | 76km/h                                                                  | 86km/h (70km/h)                                                         |
| 連続定格 ()内は改造後                 | 出力                                  | 2350kW                                                                  | 2350kW                                                                  | 2350kW                                                                  | 2350kW                                                                  | 2350kW                                                                  |
| 連続定格 ()内は改造後                 | 牽引力                                | 112.7kN                                                                 | 102.9kN                                                                 | 102.9kN                                                                 | 102.9kN                                                                 | 93.1kN (112.7kN)                                                        |
| 連続定格 ()内は改造後                 | 速度                                  | 72km/h                                                                  | 78km/h                                                                  | 78km/h                                                                  | 78km/h                                                                  | 88km/h (72km/h)                                                         |
| 最大牽引力 ()内は改造後               | 最大牽引力 ()内は改造後               | 216kN                                                                   | 196kN                                                                   | 196kN                                                                   | 196kN                                                                   | 177kN (216kN)                                                           |
| 牽引トン数(於12パーミル) ()内は改造後 | 牽引トン数(於12パーミル) ()内は改造後 | 700t(95km/h)                                                            | 540t(80km/h)                                                            | 540t(80km/h)                                                            | 540t(80km/h)                                                            | 300t(100km/h) (700t(95km/h))                                            |
| 最高速度                              | 最高速度                              | 130km/h（製造時・計画値）、105km/h（1936年以降）、100km/h（1938年以降） | 130km/h（製造時・計画値）、105km/h（1936年以降）、100km/h（1938年以降） | 130km/h（製造時・計画値）、105km/h（1936年以降）、100km/h（1938年以降） | 130km/h（製造時・計画値）、105km/h（1936年以降）、100km/h（1938年以降） | 130km/h（製造時・計画値）、105km/h（1936年以降）、100km/h（1938年以降） |
| ブレーキ装置                          | ブレーキ装置                          | 空気ブレーキ、発電ブレーキ、手ブレーキ                                  | 空気ブレーキ、発電ブレーキ、手ブレーキ                                  | 空気ブレーキ、発電ブレーキ、手ブレーキ                                  | 空気ブレーキ、発電ブレーキ、手ブレーキ                                  | 空気ブレーキ、発電ブレーキ、手ブレーキ                                  |
| 1. 2. 3. 4. 5. 6.                     |                                       |                                                                         |                                                                         |                                                                         |                                                                         |                                                                         |

## 運行・廃車

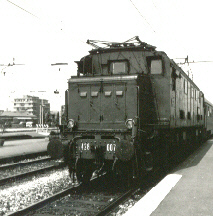
1973年当時のE.428.007号機、リミニ駅

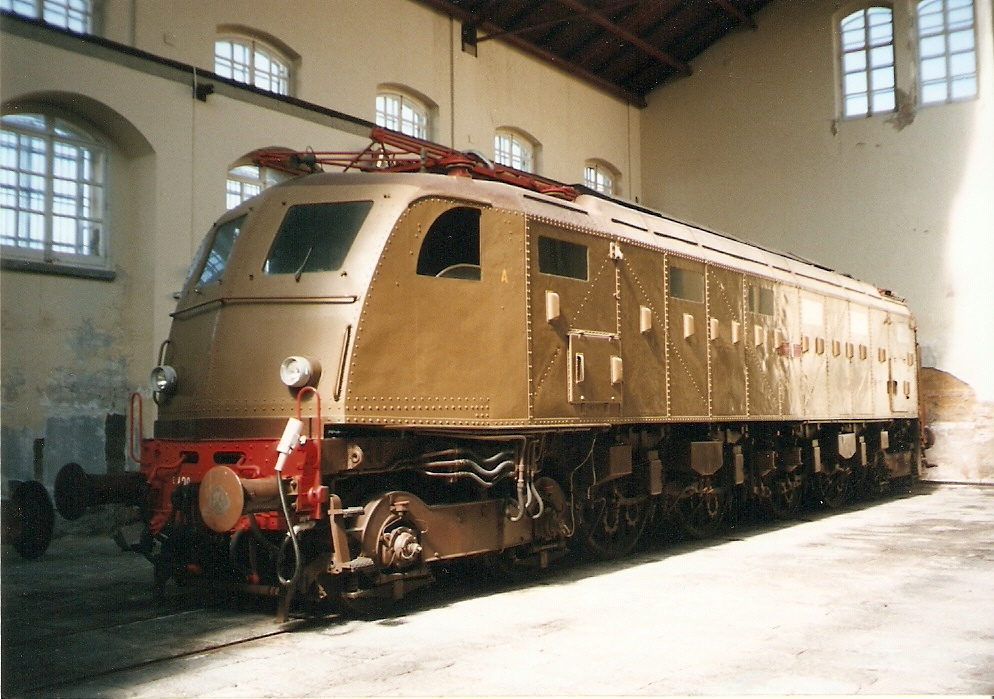
ピエトラルサ国立鉄道博物館に静態保存されるE.428.209号機、1999年

- 本形式は1934年に電化されたフィレンツェ - ボローニャ間のディレッティシマや1936年に電化完了予定であったフィレンツェ - ナポリ間で長距離高速客車列車を牽引する運行で使用することを想定して製造されており、製造後は主に「Stella」もしくは「Special」形客車で編成された最高速度110km/hの急行列車の牽引に使用されている。なお、1938年にはローマ - ナポリ間の試運転で156km/hを記録している。当初配置された機関区は以下の通り。
  - ミラノ
  - フィレンツェ
  - リヴォルノ
  - ローマ
  - ナポリ
  - レッジョ
  - カラブリア
- 第3シリーズのうち減速比2.88の高速型のE.428.225-242号機の39機は製造後には一部区間の最高速度が130km/hのミラノ - ナポリ間の高速客車列車の牽引に使用され、1946年にはミラノ中央、ローマ、リヴォルノの各機関区に配置されてミラノ - ボローニャ間とローマ - ナポリ間で運用されていた。なお、当時の最速列車は1936年から製造された最高速度160km/hのETR.200電車で運行されていた。
- 第二次世界大戦により、E.428.035、036、040、090、091、108、139、242号機が大きな被害を受け、特に損傷の大きかったE.428 090、242号機は復旧されずに廃車となっているが、残りの6機は1947年6月から1951年12月にかけて復旧されている。また、同様に戦災を受けたE.428.162号機は1942年の復旧の際に、車体がオリジナルの第2シリーズのものから第3シリーズと同一ものに交換されている。
- E.646などの新しい機関車の増備に伴い、本形式は徐々に貨物用に転用されることとなり、1972年には最高速度を100km/hに制限している。
- 1979年より廃車が始まり、1984年終わりには以下の6機関区に計218機が配置されていた。
  - ミラノ・スミスタメント
  - メストレ
  - ボローニャ=サン・ドナート
  - リヴォルノ
  - アンコーナ
  - フォッジア
- 1987年夏ダイヤではフォッジア機関区に配置された機体がバーリ - ターラント間の定期貨物列車のほか、時折ボローニャへの貨物列車の牽引に使用されており、翌1988年初めには17機が稼働しており、1989年まで運行されていた。また、シャトルトレイン用に改造されたE.428.226号機はボローニャで1991年まで定期列車を牽引していた。
- 現在動態保存されている機体と配置機関区は以下の通り。
  - E.428.014（第1シリーズ）：ピストイア
  - E.428.058（第1シリーズ）：トリノ
  - E.428.202（第3シリーズ）：ラ・スペツィア
  - E.428.226（第4シリーズ）：ラ・スペツィア
- 静態保存されている機体は以下の通り。
  - E.428.131（第3シリーズ）：サヴィリアーノのピエモンテ鉄道博物館で保存
  - E.428.174（第3シリーズ）およびE.428.208（第4シリーズ）：ルイーノに拠点を置く鉄道保存団体であるVerbano Express Associationにより保存
  - E.428.209（第4シリーズ）：ピエトラルサ国立鉄道博物館で保存